# Hospital de la Santa Creu (Tortosa)
L'Hospital de la Santa Creu és un edifici de Tortosa (Baix Ebre) protegit com a bé cultural d'interès local.

## Descripció
La façana principal dona a la plaça dels Estudis i al carrer Jurista Martí Miralles, i té murs laterals que donen als carrers de Sant Domènech i de la Vall.
Té planta baixa i tres pisos. A la façana, les portes i finestres dels dos primers pisos, de balcons ampitadors el primer i amb volada de pedra sobre mènsules decoratives el segon, tenen emmarcament de carreus encoixinats de pedra, igual que en els angles. La resta del mur és de maçoneria arrebossada i emblanquinada. El nivell superior és recorregut per una arcada de petites finestres de mig punt. El ràfec és poc pronunciat i sobre permòdols decoratius. La porta principal, d'arc allindat, segueix un esquema classicista, i sobre té l'entaulament, on hi ha la inscripció "Hospital de la Santa Cruz año 1786".

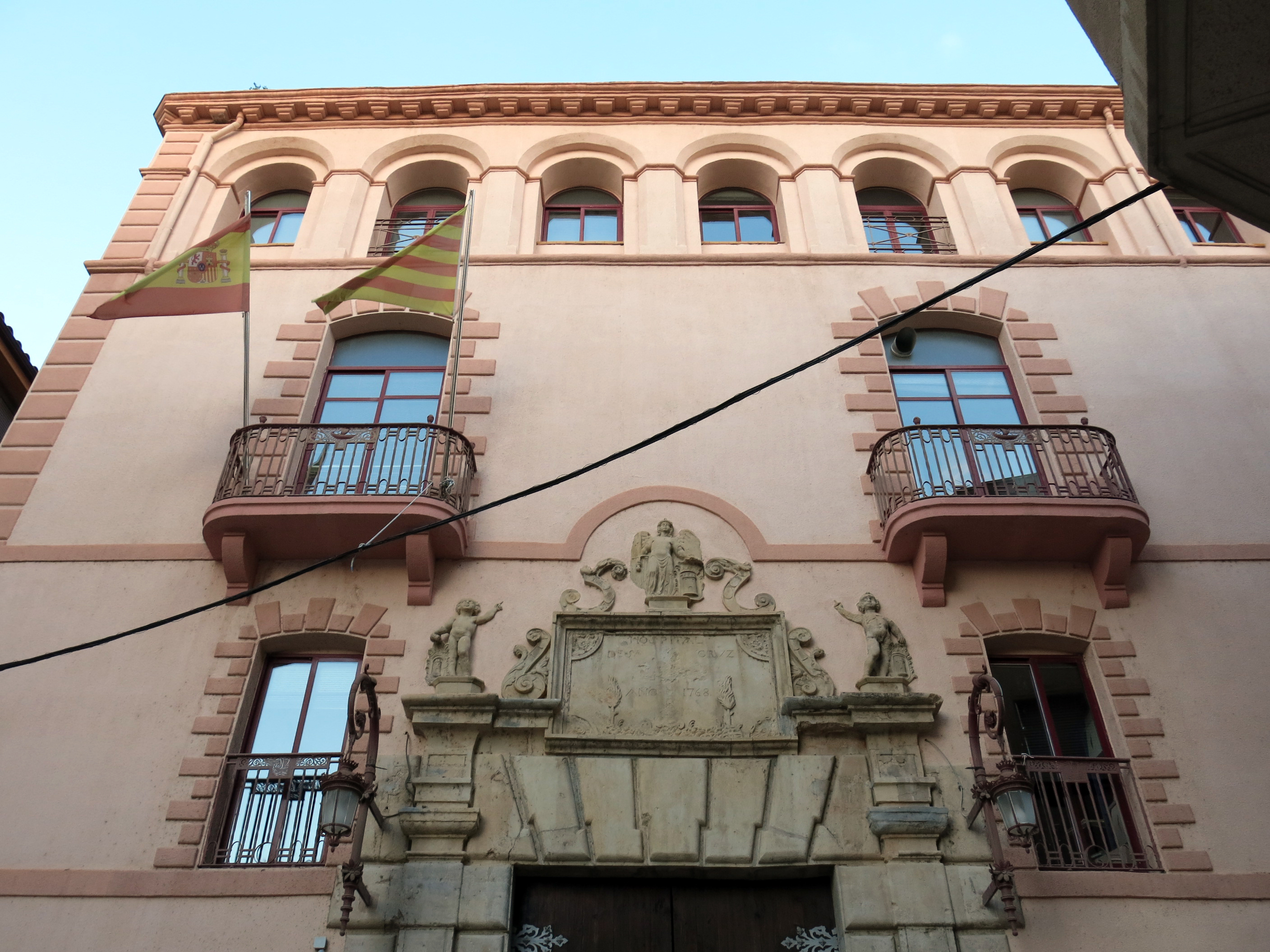
Detall de la façana principal, a la plaça dels Estudis

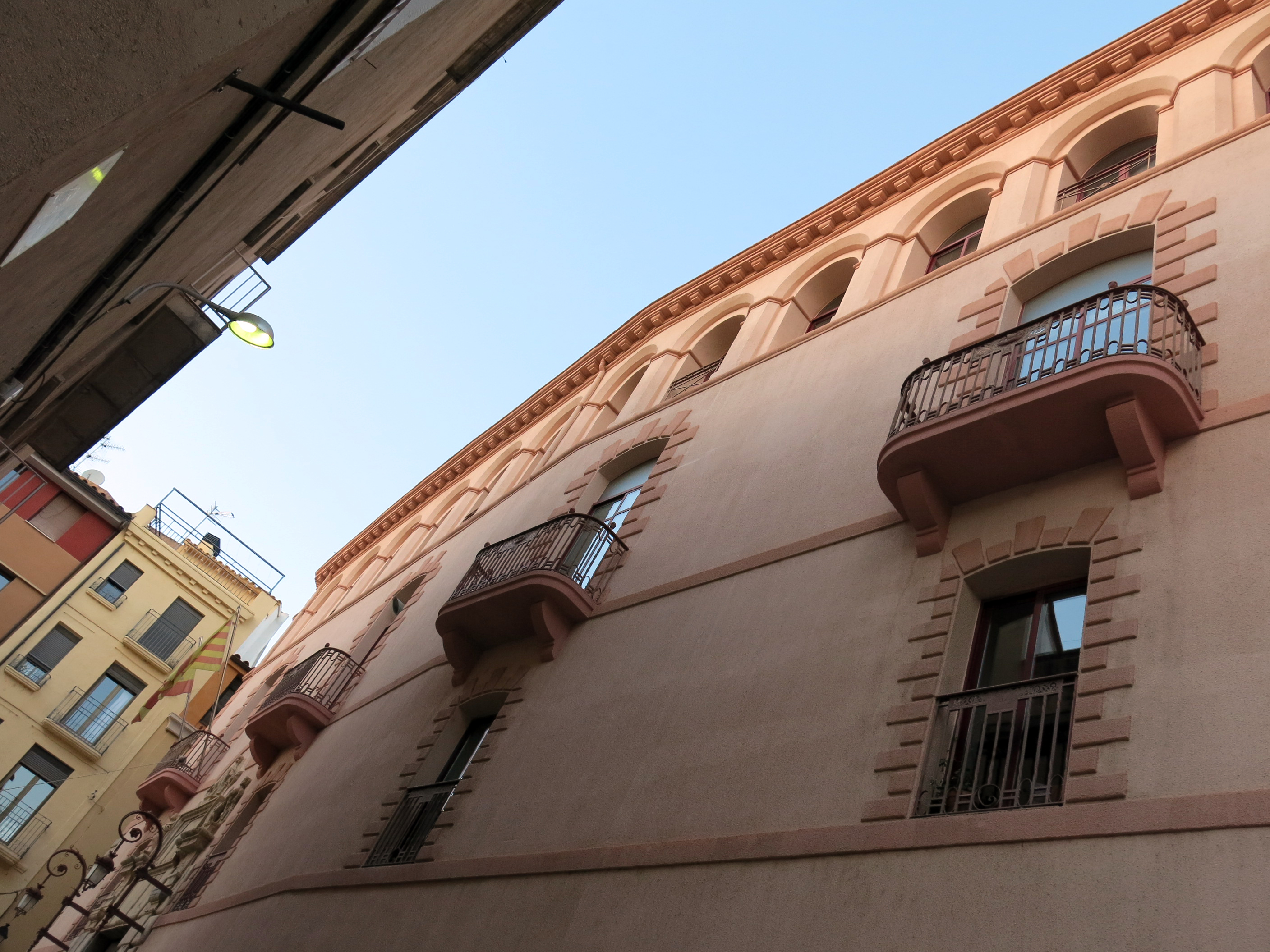
Façana que dona al carrer de Martí Miralles

A l'interior hi ha un cos de vestíbul, amb estances laterals, i al fons dos cossos més, independents, corresponents a l'escala i el pati. L'escala és a la catalana, amb un ull central gran. El pati és el distribuïdor de totes les estances dels pisos, que hi miren mitjançant una galeria. Correspon a la planta baixa una arcada de columnes de pedra sense base ni capitell, i s'obre als pisos per mitjà de finestrals de mig punt.

## Història
Fou construït el 1786 com a hospital seguint l'estructura típica d'aquest tipus d'edificis. El 1906 l'hospital es va traslladar al convent dels jesuïtes, al nucli de Jesús.
El 1914 es va habilitar com a Ajuntament, ja que l'antiga Casa de la Ciutat, al carrer del mateix nom, havia estat ja declarada en ruïna el 1869. Posteriorment va funcionar també com a institut de batxillerat.
El 23 de gener de 1959 l'Ajuntament el va cedir al Ministeri de Justícia per a la construcció o adaptació com a edifici dels jutjats. Es va inaugurar com a tal el maig de 1971.